# Danemark au Concours Eurovision de la chanson 2018
Le Danemark est l'un des quarante-trois pays participants du Concours Eurovision de la chanson 2018, qui se déroule à Lisbonne au Portugal. Le pays est représenté par le chanteur Rasmussen et sa chanson Higher Ground, sélectionnés via le Dansk Melodi Grand Prix 2018. Le Danemark termine 9e lors de la finale du Concours, récoltant 226 points.

## Sélection
Le diffuseur danois Danmarks Radio (DR), retransmet le Concours Eurovision pour le Danemark et organise la sélection pour choisir le représentant du pays au Concours. Il confirme son intention de participer à la 63e édition du Concours le 4 juillet 2017. 
L'ensemble des représentants danois à l'Eurovision ont été choisis au travers de la finale nationale intitulée Dansk Melodi Grand Prix (DMGP), renouvelé à nouveau en 2018 avec dix artistes participants. Parmi eux, on retrouve notamment Sannie, plus connue sous le nom de Whigfield, remarquée dans les années 1990, ainsi que Ditte Marie participante du DMGP 2011 avec le groupe Le Freak et du DMGP 2012, et Albin Fredy prenant part au DMGP 2013.
La finale se déroule en deux temps. D'abord, les dix artistes interprètent leurs chansons. Un premier vote a ensuite lieu afin de désigner trois artistes qui participeront à la superfinale. Le vainqueur est désigné après un second vote entre ces trois artistes.

### Première partie
La finale se déroule le 10 février 2018. Lors du premier tour, les trois meilleures prestations sont sélectionnées à partir des votes du jury pour moitié et des téléspectateurs pour l'autre moitié. 
- Qualifiés

| Ordre | Artiste            | Chanson                  |
| ----- | ------------------ | ------------------------ |
| 1     | Ditte Marie        | Riot                     |
| 2     | Anna Ritsmar       | Starlight                |
| 3     | Rasmussen          | Higher Ground            |
| 4     | Sannie             | Boys on Girls            |
| 5     | Sandra             | Angels to My Battlefield |
| 6     | Lasse Meling       | Unfound                  |
| 7     | CARLSEN            | Standing Up for Love     |
| 8     | KARUI              | Signals                  |
| 9     | Rikke Ganer-Tolsøe | Holder fast i ingentin   |
| 10    | Albin Fredy        | Music for the Road       |

### Superfinale
Lors de la superfinale, le gagnant est sélectionné par un vote combiné du public et du jury.
- Vainqueur

| Ordre | Artiste      | Chanson            | Vote | Place |
| ----- | ------------ | ------------------ | ---- | ----- |
| 2     | Anna Ritsmar | Starlight          | 31%  | 2     |
| 3     | Rasmussen    | Higher Ground      | 50%  | 1     |
| 10    | Albin Fredy  | Music for the Road | 19%  | 3     |

## À l'Eurovision
Le Danemark a participé à la deuxième demi-finale, le 10 mai 2018. Il y termine 5e avec 204 points — il remporte par ailleurs le télévote de la demi-finale avec 164 points — et se qualifie donc pour la finale du 12 mai, où il termine en 9e place avec 226 points.